# Elasmus eximius
Elasmus eximius är en stekelart som beskrevs av Masi 1917. Elasmus eximius ingår i släktet Elasmus och familjen finglanssteklar.
Artens utbredningsområde är Seychellerna. Inga underarter finns listade i Catalogue of Life.